# Ganimed (luna)
Ganiméd (grško starogrško Γανυμήδης: Ganimédes) je Jupitrov največji naravni satelit ter hkrati največji v celotnem Osončju. Njegov premer je malo večji od planeta Merkurja, masa pa približno polovična. Ganimed je veliko večji od Plutona. Ganimed je edini planetarni satelit (poleg Lune), ki se ga lahko vidi s prostim očesom, vendar samo z zelo dobrimi očmi in v idealni vidljivosti. Zato ni presenetljivo, da je bil odkrit šele leta 1610. Odkril ga je Galileo Galilei, ki ga je poimenoval po mitološkem točaju Ganimedu. Ganimed je bil zelo lep deček, v katerega se je Zevs zaljubil, zato ga je, spremenjen v orla, privedel na Olimp, da bi bogovom točil vino. Čeprav je ime Ganimed predlagal Simon Marij kmalu po svojem neodvisnem odkritju istega leta, njegovega imena in tudi imena drugih treh Galilejevih satelitov dolgo niso upoštevali. Ime se je »prijelo« šele v prvi polovici 20. stoletja. V zgodnejših astronomskih virih so ga označevali preprosto z njegovo rimsko številko kot Jupiter III, oziroma kot »tretji Jupitrov satelit«. Ganimed je edina Galilejeva luna, ki je poimenovana po moški figuri.

## Fizikalne značilnosti
Ganimed je sestavljen iz silikatnih kamnin ter vodnega ledu, pri tem pa ledena skorja plava nad plundrastim plaščem, ki mogoče vsebuje plast tekoče vode. Podatki iz vesoljskega vozila Galileo kažejo na to, da je Ganimed razdeljen v tri plasti: majhno jedro iz staljenega železa ali pa železa in žvepla, ki ga obkroža plašč silikatnih kamenin z ledeno skorjo na vrhu. To kovinsko jedro kaže na večje segrevanje v Ganimedovi preteklosti kot je bilo sprva mišljeno. Verjetno je Ganimed podoben luni Io s to razliko, da ga pokriva še zunanja plast ledu. 
Površje Ganimeda je približno enakovredna mešanica dveh vrst terena: zelo stara in visoko kraterizirana temna področja in nekoliko mlajša (vendar še vedno zelo stara) svetlejša področja, ki so prepredena s številnimi brazdami in grebeni. Njihov nastanek je gotovo tektonske narave. Izgleda, da je Ganimedova skorja razdeljena v ločene plošče, ki se podobno Zemljinim tektonskim ploščam lahko neodvisno gibljejo in vplivajo drug na druge v prelomnih conah, kjer nastajajo gorovja. Najdene so bile tudi značilnosti, ki so podobne starim tokovom lave. V tem smislu je Ganimed bolj podoben Zemlji kot sta Venera ali Mars (čeprav ni znakov nedavne tektonske aktivnosti). Podobno brazdasto in grebenasto površje se nahaja tudi na lunah Enkelad, Miranda in Ariel. Temna področja so podobna površju Kaliste.
Na obeh vrstah površine je veliko število kraterjev. Gostota kraterjev nakazuje na starost med 3 in 3,5 milijarde let, kar je podobno Luni. Kraterji tako prekrivajo brazde in so prav tako presekani z njimi, kar pomeni, da so tudi brazde že zelo stare. Vidni so tudi razmeroma mladi kraterji s sledmi izmetanega materiala v obliki žarkov. V nasprotju z Luno pa so Ganimedovi kraterji precej ravni ter nimajo obroča gora ter središčne depresije, kar je značilnost kraterjev na Luni in Merkurju. Vzrok je najverjetneje šibka ledena skorja, ki lahko teče preko časa in se zato relief počasi zmehča. Zelo stari kraterji, katerih relief je izginil in je ostal le še »duh« kraterja, se imenujejo palimpsesti.
Največja značilnost na Ganimedu je temna ravnina z imenom Galileo Regio, pa tudi serija koncentričnih grebenov, ki so ostanki starodavnega udarnega kraterja, ki je bil že dolgo nazaj prekrit s kasnejšimi geološkimi aktivnostmi.
V sredini 80. let 20. stoletja je ekipa indijskih in ameriških astronomov z observatorijem Lembang v Indoneziji med okultacijo, ko je Jupiter prekril zvezdo, odkrila redko ozračje okoli Ganimeda. Dokaze za redko kisikovo ozračje na Ganimedu, ki je zelo podobno ozračju na luni Evropa, je nedavno našel še Hubblov vesoljski daljnogled. To ni nujno dokaz življenja; verjetno kisik nastaja, ko se vodni led na Ganimedu zaradi sevanja razcepi na vodik in kisik, pri tem pa vodik zaradi svoje majhne atomske mase ubeži.
Prvi mimolet Ganimeda vesoljskega plovila Galileo je pokazal, da ima Ganimed lastno magnetno polje, ki se nahaja znotraj velikega Jupitrovega polja. Magnetno polje verjetno nastaja na podoben način kot Zemljino, torej kot rezultat gibanja prevodnega materiala v notranjosti. Ta prevodni material je mogoče plast tekoče vode z visoko vsebnostjo soli ali pa nastaja v kovinskem jedru. Ganimed je edina znana luna, ki ima magnetosfero.